# Baeolophus bicolor
Baeolophus bicolor hay chim bạc má mào lông, chim tufted titmouse là một loài chim trong họ Paridae.

## Hình ảnh

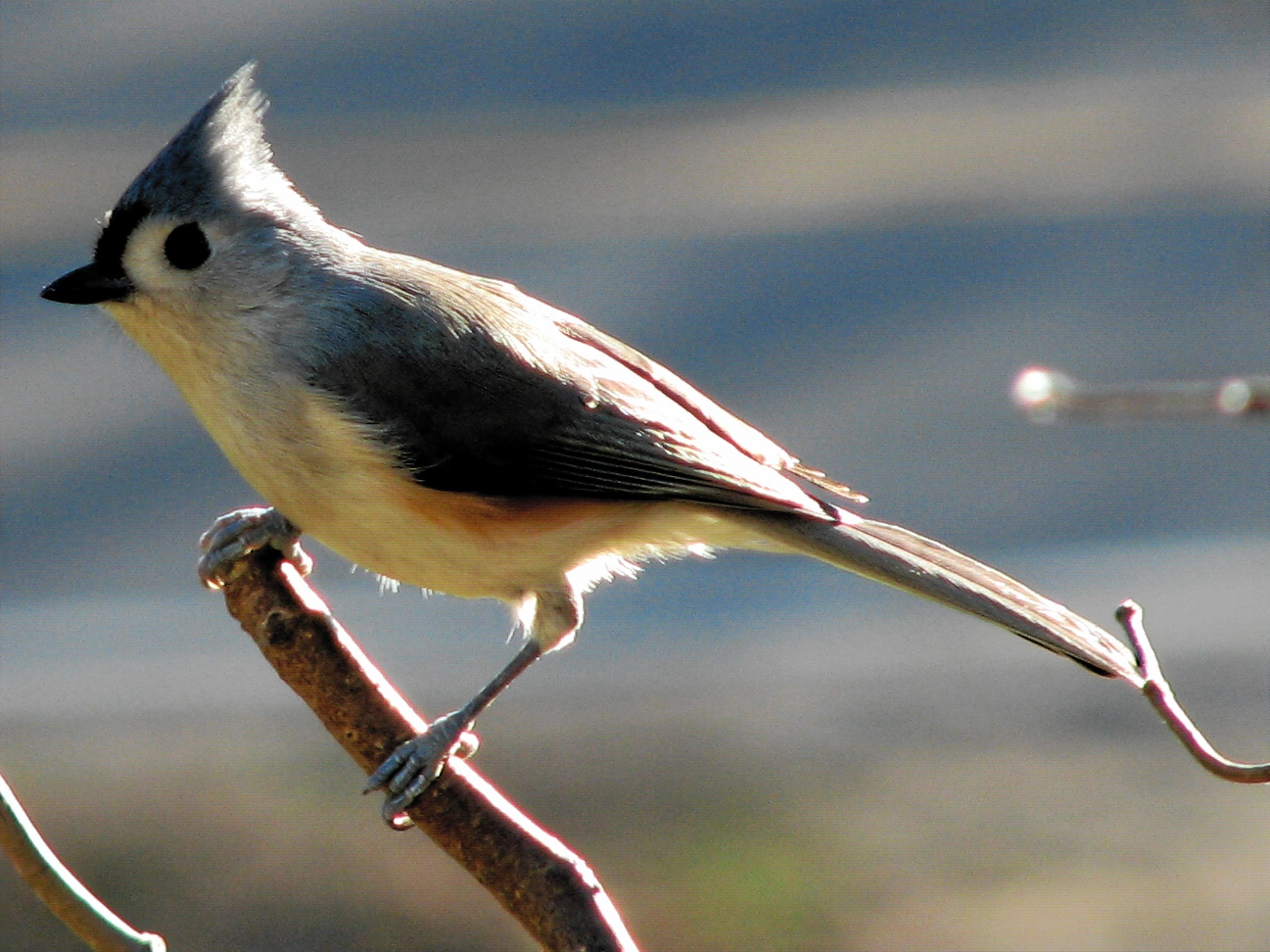
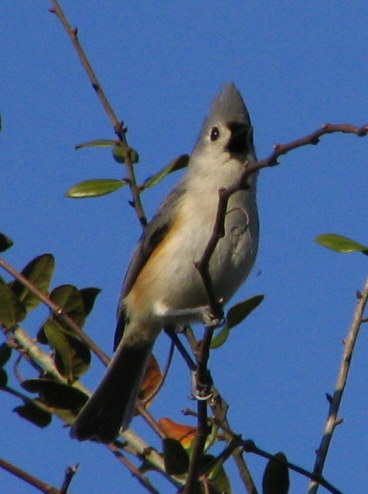
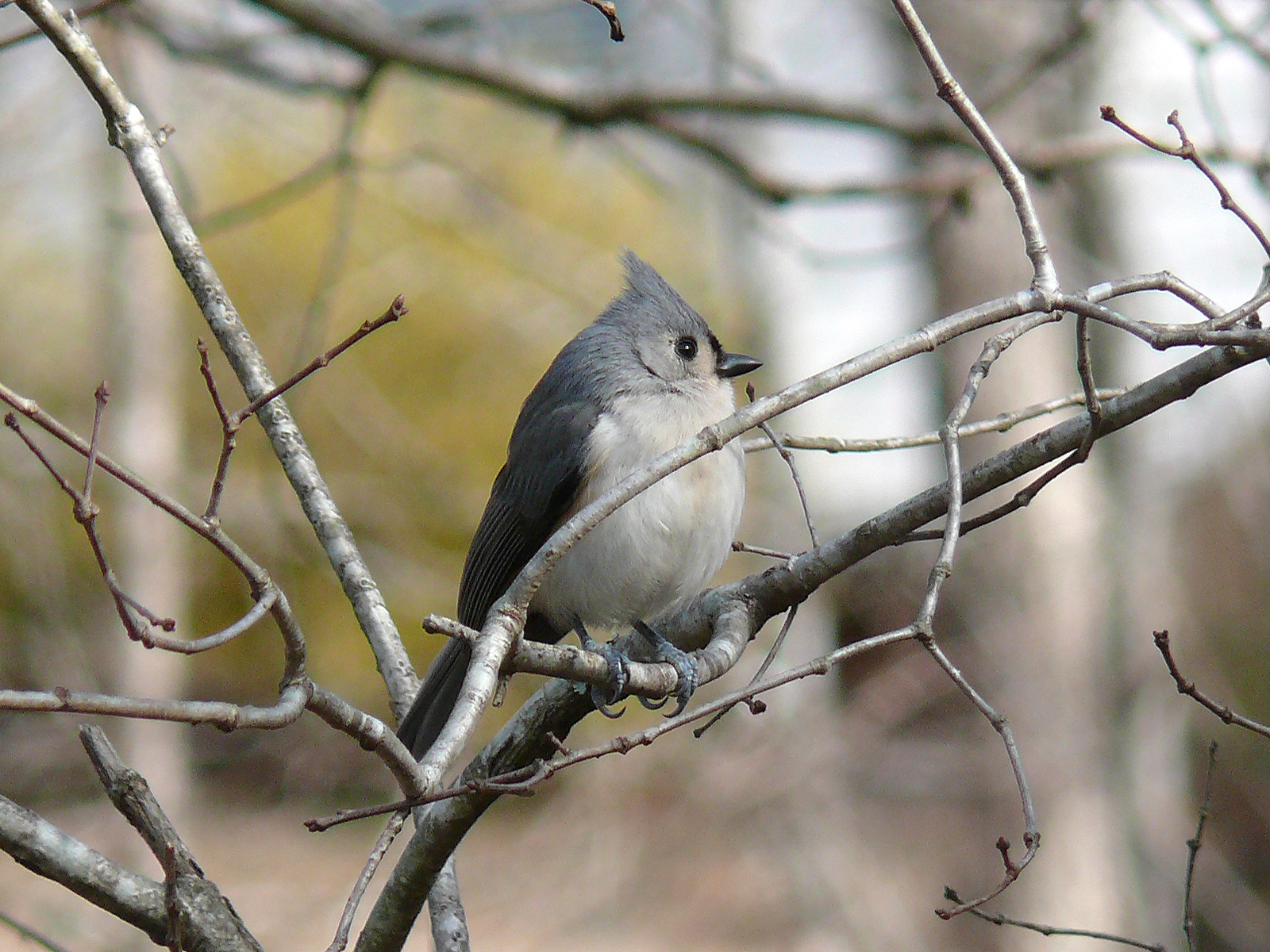
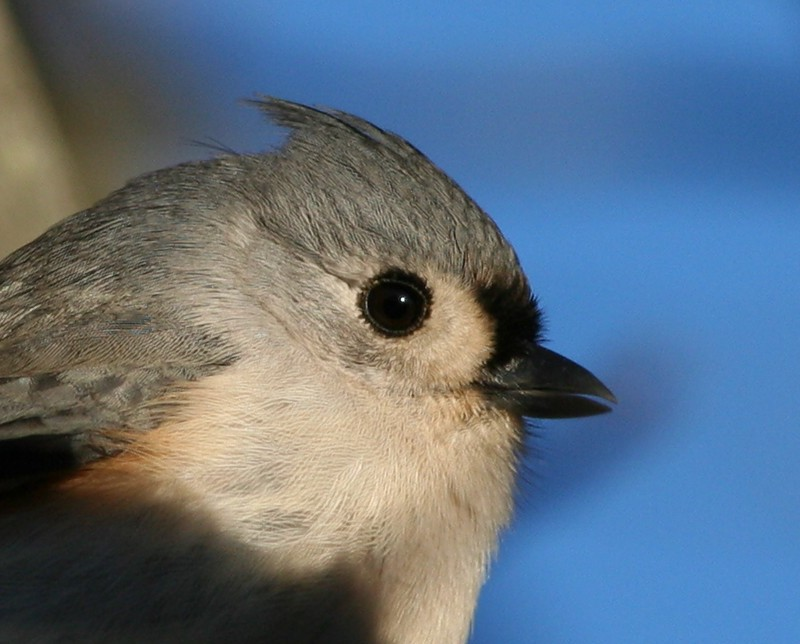